# 金晦
金晦，本名金鸣昌，浙江瑞安林垟林中村人，与黄绍箕、孙诒燕同中生员，故有“瑞庠三君”之称。

## 名称
金晦的本名为金鸣昌（一作鸣锵），字志曾，号稚莲，37岁被革去生员后才改名金晦，字韬甫，号遁斋，又号瓯海畸民。

## 生平
金晦早年通过院试，成为瑞安县学生员，博学多才，与许启畴、陈黻宸、陈虬、陈国桢、池志澂交友并同事于求志社。宋恕在其影响下，认识了顾炎武经世致用之学。温州开埠之后，金晦开始学习西学，并著《治平述略》，主张中体西用，但一直没有出版。光绪十二年（1886年）金晦时年37岁却仍然只是一个秀才，当年温州府学考试在平阳县出现闹考，金晦因痛恨科举支持平阳考生遭到革除生员的处罚，从此自称“革生”、自绝仕途。光绪十四年（1888年）前往平阳江南乡从教，后任金乡狮山书院掌教，徒弟有刘绍宽、黄庆澄等。光绪十七年（1891年）定居平阳，在平阳县城东门外与人合办叙和酱园，专职于酱油生意直至去世。